# Andante
Andante (del italiano andare, andar o ir) es un término musical que hace referencia a una indicación de tempo entre adagio y moderato, o para ser más precisos, entre adagietto y andantino. Es equivalente a la indicación metronómica entre 76 y 108 ppm (pulsaciones por minuto).
En el periodo romántico hacía referencia a un tempo más lento (casi adagio).